# IC 4647
IC 4647 — галактика типу SB0 (компактна витягнута галактика) у сузір'ї Райський Птах. За оцінками, він знаходиться на відстані 216 мільйонів світлових років від Чумацького Шляху.
Об'єкт був відкритий ДеЛайлом Стюартом 17 серпня 1900 року.
Цей об'єкт міститься в оригінальній редакції індексного каталогу.